# Great Performances
Great Performances è un programma televisivo statunitense trasmesso dalla PBS dal 1972.

## Descrizione
Lo spettacolo è prodotto da WNET a New York, anche se originariamente era coprodotto con KQED, WTTW, Maryland Public Television, South Carolina ETV e KERA-TV.
È tra i più longevi spettacoli televisivi statunitensi. Il programma è dedicato alle Arti performative come concerti, balletti, opere e rappresentazioni varie come il documentario Toscanini: The Maestro. 
Ha vinto diversi premi televisivi come Emmy, Peabody Award e NAACP Image Award.
Nel 1976 è stato creato uno spin-off del programma chiamato Great Performances: Dance In America e dedicato esclusivamente alla danza.
Tra i registi che hanno diretto il maggior numero di episodi vi sono Brian Large, David Horn, Kirk Browning e Gary Halvorson.
Tra gli ospiti e i presentatori si sono avvicendati personaggi come Julie Andrews, Walter Cronkite, Whoopi Goldberg, Plácido Domingo, Chita Rivera, Liza Minnelli, Renée Fleming, Audra McDonald, Thomas Hampson (cantante), Patti LuPone, Andrea Bocelli, Stephanie Novacek e decine se non centinaia di altri artisti.